# Сергеев, Игорь Иванович
Игорь Иванович Сергеев (1940—2014) — советский и российский психиатр, доктор медицинских наук, профессор, заслуженный врач Российской Федерации, член президиума правления Российского общества психиатров. В 1993-2014 гг. заведовал кафедрой психиатрии РГМУ. Автор более 100 научных публикаций и монографий, в том числе трех учебников для медицинских вузов.

## Публикации
- Коркина М. В., Лакосина Н. Д., Личко А. Е., Сергеев И. И. Психиатрия: Учебник для студентов. 3-е изд., доп. и перераб. — М., 2006.